# Kanton Le Sel-de-Bretagne
Kanton Le Sel-de-Bretagne (francouzsky Canton du Sel-de-Bretagne) je francouzský kanton v departementu Ille-et-Vilaine v regionu Bretaň. Tvoří ho osm obcí.

## Obce kantonu
- La Bosse-de-Bretagne
- Chanteloup
- La Couyère
- Lalleu
- Le Petit-Fougeray
- Saulnières
- Le Sel-de-Bretagne
- Tresbœuf